# سيكويا هولمز
سيكويا هولمز (بالإنجليزية: Sequoia Holmes)‏ مواليد 13 يونيو 1986 في نورث لاس فيغاس، هي لاعبة كرة سلة أمريكية. تلعب في الدوري الأنغولي لكرة السلة للسيدات. وتحمل الرقم 10. لعبت مع هيوستن كومتز وفينيكس ميركوري.

## روابط خارجية
- سيكويا هولمز على موقع الاتحاد الوطني لكرة السلة النسائية (الإنجليزية)
- سيكويا هولمز على موقع كرة السلة الأوروبية.كوم (الإنجليزية)
- سيكويا هولمز على موقع كلية كرة السلة في سبورتس رفرنس.كوم (الإنجليزية)
- سيكويا هولمز على موقع بروبوليرز (الإنجليزية)
- سيكويا هولمز على موقع سبورتس رفرنس (الإنجليزية)